# Gualtherus Michael van Nieuwenhuisen
Gualtherus Michael van Nieuwenhuisen, Walter van Nieuwenhuisen (zm. 14 kwietnia 1797) – duchowny holenderski, arcybiskup Utrechtu Rzymskokatolickiego Kościoła Starobiskupiego Kleru w latach 1767–1797.

## Życiorys
Walter van Nieuwenhuisen był proboszczem parafii w Dort. 19 listopada 1767 roku został jednomyślnie wybrany przez kapitułę utrechcką arcybiskupem Utrechtu. Po konsekracji biskupiej w 1768 roku podobnie jak jego poprzednicy został uznany przez Stolicę Apostolską za ekskomunikowanego i pozostającego w schizmie z Kościołem rzymskokatolickim.
Arcybiskup van Nieuwenhuisen tak jak Petrus Meindaerts prowadził starania w Kurii Rzymskiej o pojednanie się z papieżem. Nie doszło jednak do żadnego polepszenia relacji między Stolicą Apostolską i Kościołem Utrechtu.
W 1778 roku Walter van Nieuwenhuisen konsekrował Adrianusa Broekmana i Nicolausa Nellemansa na biskupów Haarlemu i Deventer.